# Freaks – Du bist eine von uns
Freaks – Du bist eine von uns ist ein deutscher Superheldenfilm des Regisseurs Felix Binder aus dem Jahr 2020. Der Film ist eine Kooperation des Kleinen Fernsehspiels des ZDF und der Streaming-Plattform Netflix, wo er am 2. September 2020 veröffentlicht wurde. Er handelt von der Restaurantmitarbeiterin Wendy, die plötzlich von ihren Superkräften erfährt.

## Inhalt
Wendy arbeitet in einem Schnellrestaurant und lebt zusammen mit ihrem Mann und ihrem Sohn in einer unbenannten Vorstadt. Als sie den obdachlosen Marek trifft, ändert sich ihr Leben. Er rät ihr, die Tabletten, die ihre Psychiaterin ihr verschreibt, abzusetzen. Diese nimmt sie aufgrund eines Ereignisses in ihrer Kindheit, wo sie unerklärlich am Tod des Schulrektors beteiligt war. Des Weiteren sagt er zu ihr „Du bist eine von uns.“, dann springt er von einer Autobahnbrücke und wird überfahren. Am nächsten Abend trifft sie Marek wieder, der unbeschadet ist. Dies überzeugt sie, die Tabletten abzusetzen.
Nachdem sie nach ihrer nächsten Schicht das Schnellrestaurant verlässt, wird sie überfallen. Sie entdeckt ihre Kräfte und schleudert ihre Angreifer für mehrere Meter in die Luft. Danach verwendet sie ihre Fähigkeiten und bedroht ihre Chefin, um sich eine Beförderung zu beschaffen. Dies sieht ihr Arbeitskollege Elmar, der ebenfalls Kräfte hat.
Gemeinsam versuchen sie, dem Ursprung ihrer Fähigkeiten auf den Grund zu gehen und entdecken eine Verschwörung der Regierung. Diese versucht, Personen mit Fähigkeiten wegzusperren und unter Drogen zu setzen, um die Kräfte zu unterdrücken.

## Kritik
Der Film wurde unter deutschen Filmkritikern mit gemischtem Feedback angenommen.
Elisa von Hof urteilte im Spiegel: „Der Film hätte also ein mutiger Arthouse-Film werden können, der dem Superhelden-Kino nach zwei Dutzend aufpolierten Marvel-Epen endlich seine Mainstreamigkeit abkratzt. Stattdessen entpuppt sich der Film weder als feinfühliges Drama mit Superheldinnen-Action noch als Blockbuster mit komplexen Figuren. Sondern als deutsche ‘X-Men’-Kopie mit weniger guten Effekten …“.
Thomas Kielhorn vom RedaktionsNetzwerk Deutschland war hingegen der Ansicht, der Film könne sich „durchaus sehen lassen“ und überzeuge vor allem mit seinem Humor, wenn die Macher auch nur „sehr zaghaft auf den Spuren amerikanischer Comicreihen“ wandeln würden.
Auch der Filmstarts-Kritiker Daniel Fabian sah in Freaks ein „über weite Strecken kurzweilig und charmant“ geratenes Drama, das mit zahlreichen Anspielungen und der authentisch spielenden Hauptdarstellerin Cornelia Gröschel zu unterhalten wisse.
International landete er zum Start in 59 Ländern in den Film-Top-Ten von Netflix. In Frankreich landete der Film auf Platz 1, in Deutschland auf Platz 4 und in den USA auf Platz 9.